# Impasse de la Lune (Strasbourg)
Pour les articles homonymes, voir Impasse de la Lune.
L'impasse de la Lune  (en alsacien : Mondgässel) est une voie de Strasbourg, rattachée administrativement au quartier Bourse - Esplanade - Krutenau, qui va de la rue du Maréchal-Juin au square Président-Allende. À ce titre, ce n'est plus véritablement une impasse.

## Histoire et origine du nom

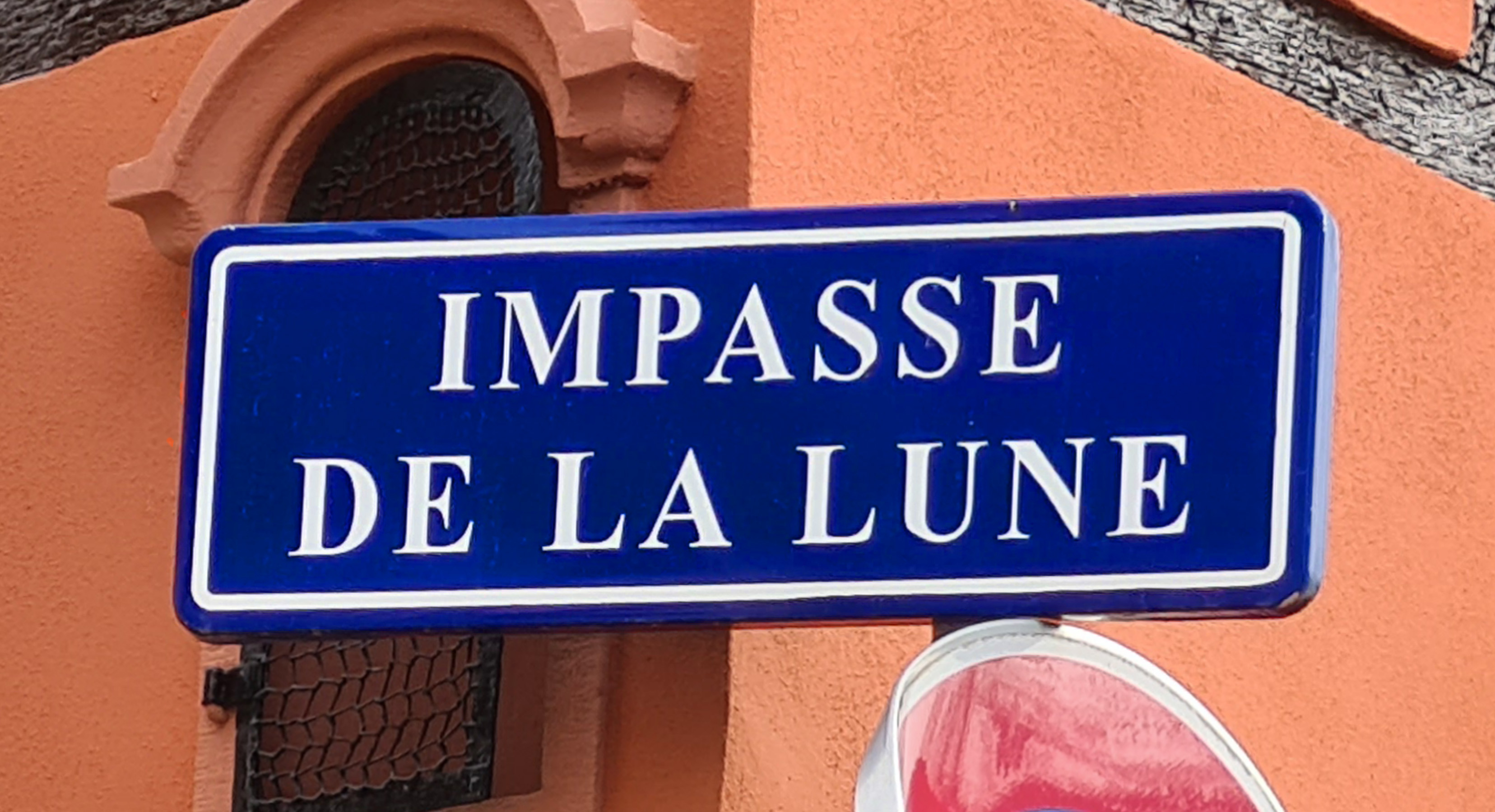
Plaque.

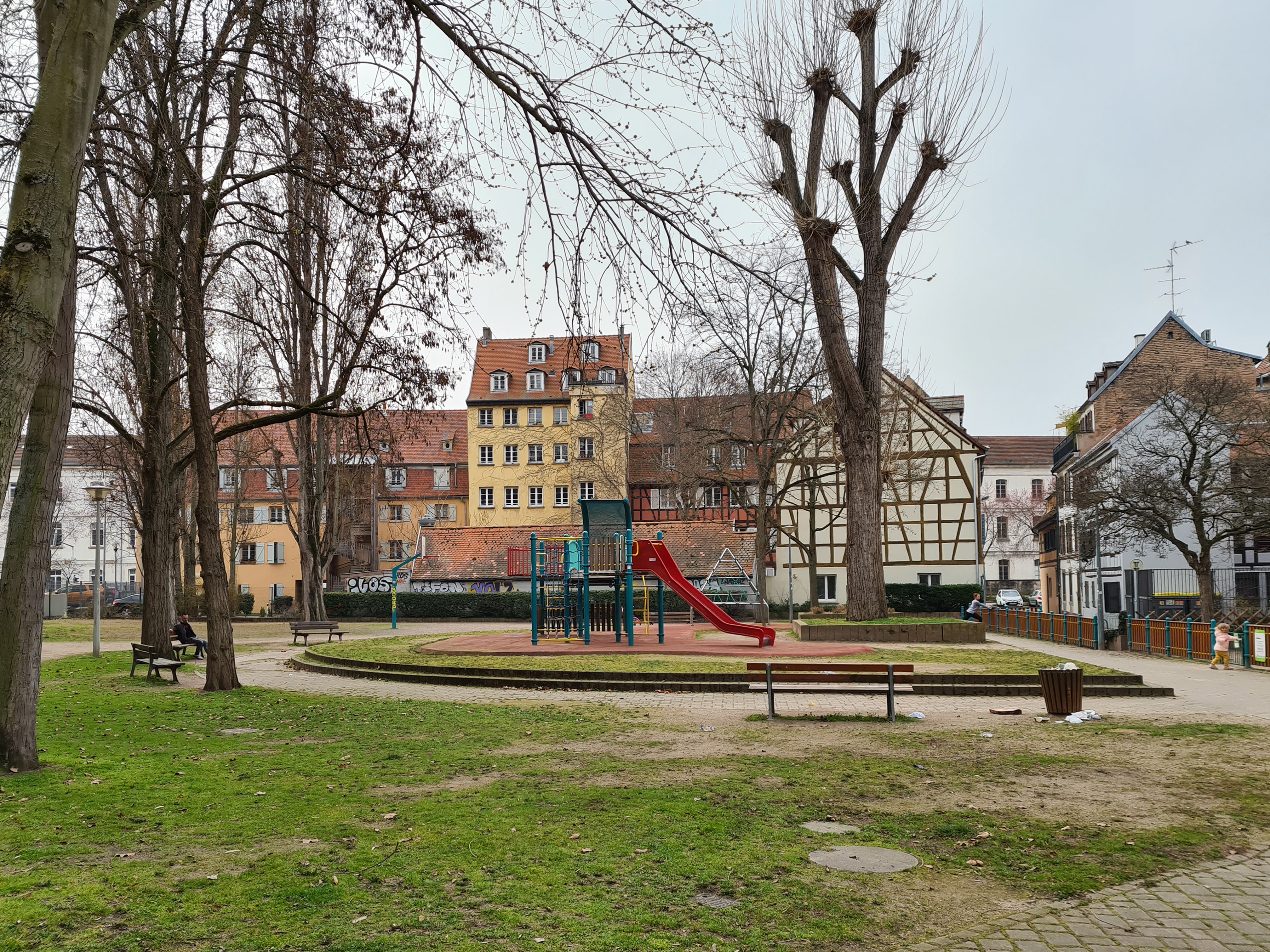
L'impasse (à droite) depuis le square.

La voie se trouve à la lisière du quartier historique de la Krutenau et de celui de l'Esplanade, qui s'est rapidement développé dans les années 1960 avec l'apparition de multiples infrastructures universitaires et l'ouverture de nouvelles rues, telle la rue du Maréchal-Juin en 1972. Avec la création du square Président-Allende en 1990, l'ancienne impasse devient une voie de passage en direction de la place du Foin. En 2002, l'espace compris entre la rue de l'Abreuvoir et la rue du Maréchal-Juin prend le nom de « place du Soleil ».
L'origine de son nom reste cependant incertaine. En 1817 et 1823, l'impasse de la Lune se nommait « rue du Soleil », peut-être en écho à l'auberge Zur Sonne (« Au Soleil »), attestée en 1740,.
RenomméeMondgässchen pendant l'occupation allemande en 1872 et 1940, elle a porté le nom d'« impasse de la Lune » en 1858, 1918 et depuis 1945.

## Bâtiments remarquables
La ruelle conserve plusieurs maisons à pans de bois datant du XIXe siècle.

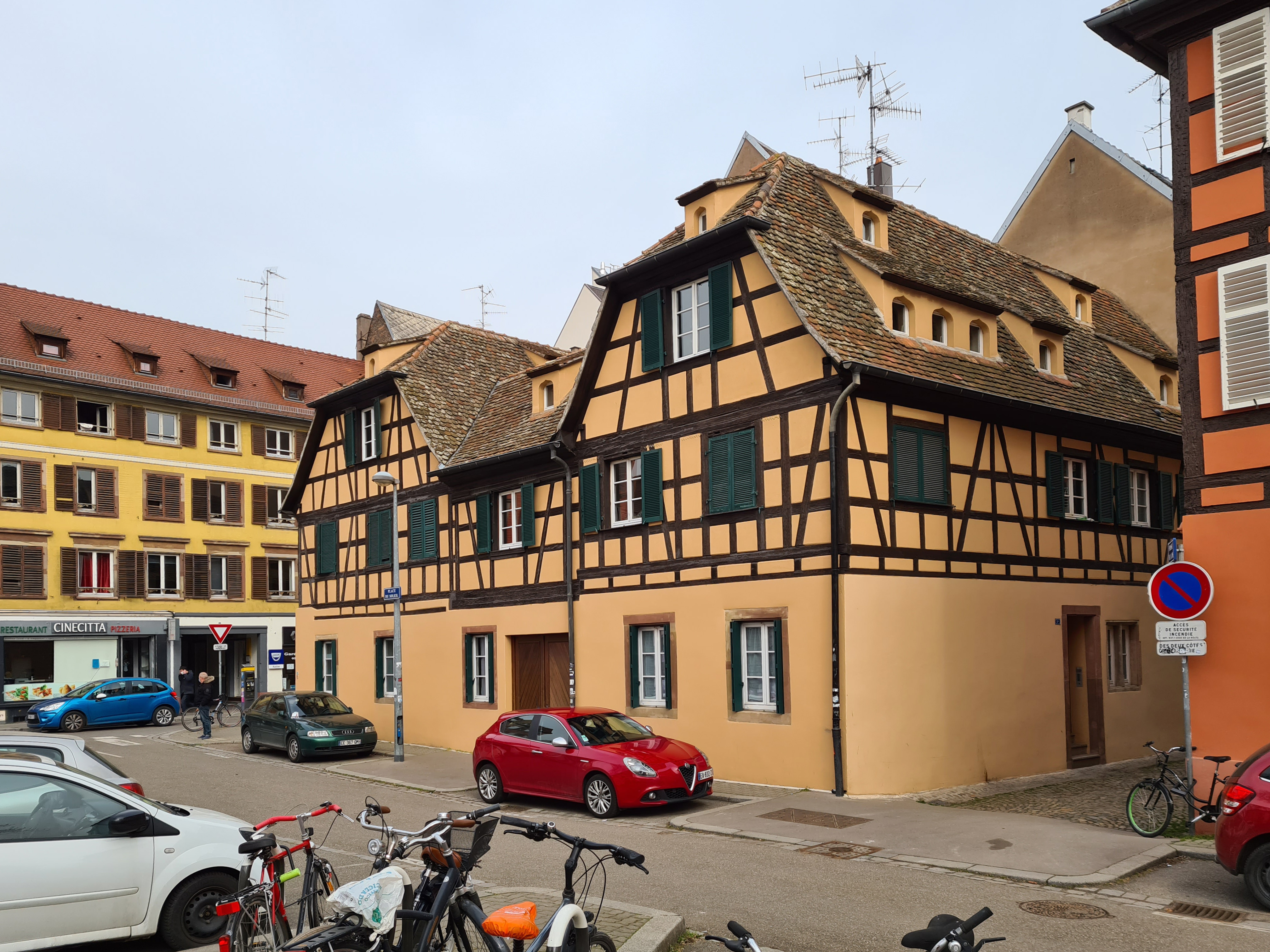
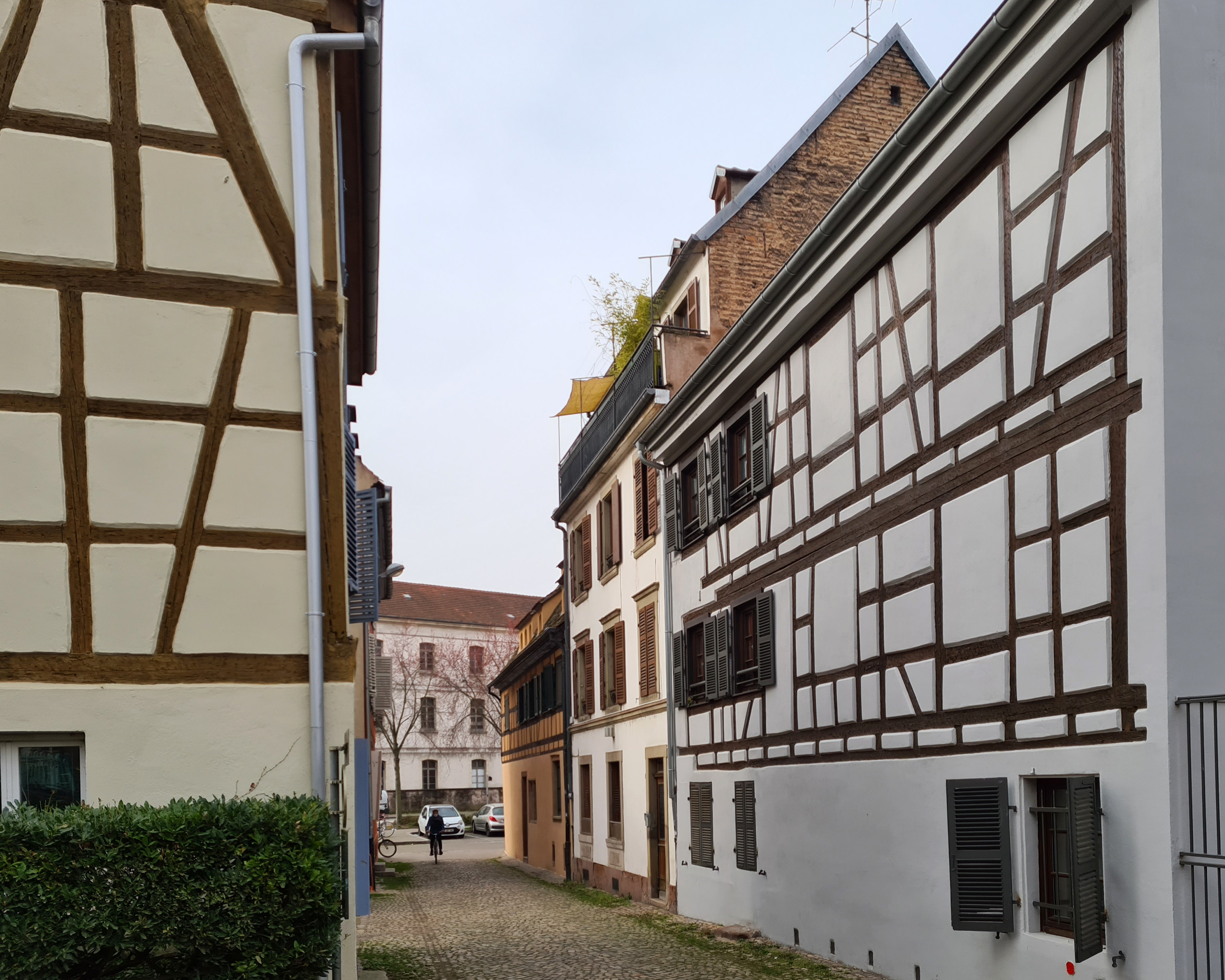
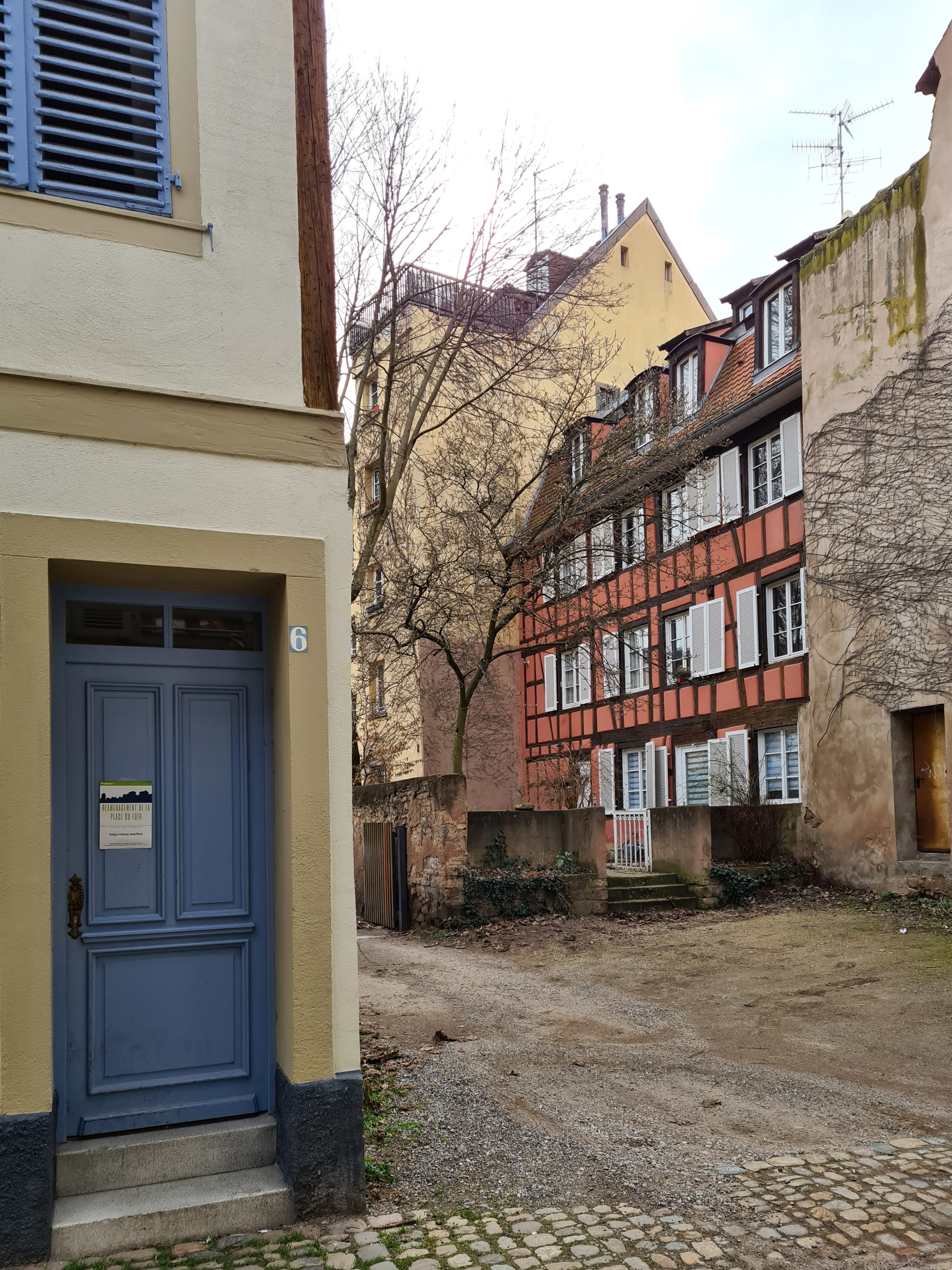
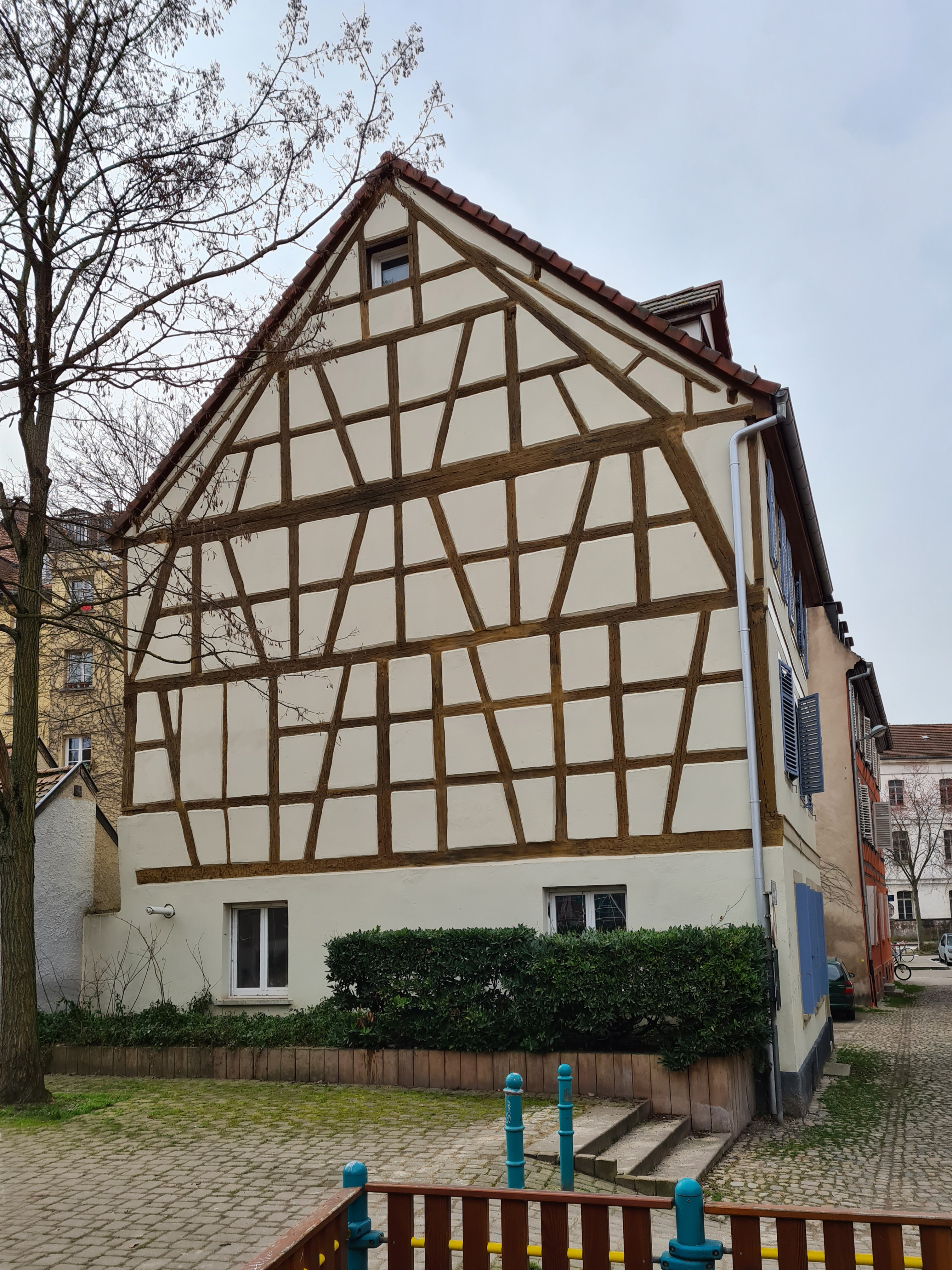